# Toriko
Toriko (トリコ) é uma série de mangás criada por Mitsutoshi Shimabukuro e publicado pelo Shonen Jump entre 2008 e 2016. A história tem como personagem principal Toriko, o qual dá nome ao mangá, que busca desesperadamente ingredientes para fazer a "delícia suprema". O foco da obra é culinária, observando-se detalhes sobre a aparência do alimento, textura, cheiro e sabor.
O mangá foi adaptado para anime, lançado entre 3 de abril de 2011 e 30 de março de 2014 pelo estúdio Toei Animation. Foram televisionados 147 episódios, transmitidos aos domingos no Japão no canal Fuji Television. Foi produzido um OVA em 12 de outubro de 2009, pelo estúdio Ufotable, e também um filme em animação 3D.

## Sinopse
A história de Toriko ocorre em um mundo fictício. O enredo foca no personagem Toriko, que pretende encontrar os alimentos mais raros para fazer o seu "menu perfeito". A história tem foco na jornada para adquirir os ingredientes, o preparo da comida e a degustação da mesma. 
Toriko é considerado um Bishoku-ya (Caçador Gourmet), definido assim devido ao seu apreço pelos alimentos e a incessante busca de ingredientes para a criação de receitas excepcionais.
Em oposição aos Bishoku-ya, e consequentemente ao Toriko, está a Bishoku-kai (Corporação Gourmet), que é definida por sua busca pelos alimentos e insumos raros sem ser realizada a jornada do herói, os adquirindo por outros meios e tendo menor valor dentro do universo de Toriko. 

## Mídia

### Mangá
O mangá com história e ilustração de Mitsutoshi Shimabukuro é publicado semanalmente na revista Weekly Shōnen Jump desde 19 de maio de 2008. O primeiro e o segundo volume da série foram lançados no mesmo dia, em 4 de outubro de 2008. A editora Panini publicou a partir de abril de 2013 os volumes de Toriko em português e atualmente encontram-se 35 dos 43 volumes em língua portuguesa, sendo que a última publicação foi realizada em janeiro de 2020 e não há confirmação que continuará a ser publicado.

### Anime
A série animada foi televisionada aos domingos na Fuji TV, desde 3 de abril de 2011, produzida pelo estúdio Toei Animation sob a direção de Akifumi Zako. O lançamento da série em animação na Fuji TV contou com o apoio de One Piece (Eiichiro Oda), pois seu primeiro episódio foi ao ar como um especial de TV, junto do episódio 492 de One Piece. Um ano mais tarde, um novo especial de televisão entre as duas séries foi ao ar, desta vez o episódio 51 de Toriko e o 542 de One Piece. Em 7 de abril de 2013, mais um especial de TV foi ao ar (episódio 99 de Toriko), dessa vez junto com One Piece (episódio 590 deste) e Dragon Ball Z. Com o anúncio da estreia da "Saga de Boo", de Dragon Ball Kai, o anime foi encerrado em 30 de março de 2014, após 147 episódios. Ele foi transmitido aos domingos às 9h (atual horário de Dragon Ball Kai), antes de One Piece (transmitido às 9h30).

#### Trilha Sonora
Abertura
- 1. "GUTS GUTS!!" por Akira Kushida (Episódios 1~99)
- 2. "Go Shock My Way!!" por Akira Kushida (Episódios 100~147)

Encerramentos
- 1. "Satisfaction" por F.T. Island (Episódios 1~25)
- 2. "DELI-DELI☆DELICIOUS" por Sea☆A (Episódios 26~38)
- 3. "Sabrina" por Leo Ieiri (Episódios 39~51)
- 4. "Love Chase" por Tomohisa Yamashita (Episódios 52~62)
- 5. "Samba de Toriko!!!" por Hyadain (Episódios 63~75)
- 6. "Lovely Fruit" por Nana Mizuki (Episódios 76~87)[5]
- 7. "Rainbow" por JUN SKY WALKER(S) (Episódios 88~99)
- 8. "Akai Kutsu" por Salley (Episódios 100~Atual)
- 9. "Tautology" por The Dresscodes
- 10. "Believe in Yourself"
- 11. "Mega Lover"

### Original Video Animation (OVA)
Foi lançado um OVA com duração de 30 minutos em outubro de 2009 no Japão, produzido pelo estúdio Ufotable e apresentada na Jump Festa do mesmo ano. Posteriormente, foi lançado em DVD. Também existe outro lançado em 2010, em outra edição da Jump Festa, mas que não foi lançado em DVD devido ao anúncio da animação de TV da série por parte de outro estúdio.

### Filme
Um filme de animação em 3D de 70 minutos Toriko 3D: Kaimaku Gourmet Adventure!! foi lançado no Japão em março de 2011 pela Toei Animation.

### Jogos
O mangá inspirou a criação de três jogos eletrônicos em diversos consoles portáteis. Para Playstation Portable, foi lançado Toriko: Gourmet Survival em 4 de Agosto de 2011 no Japão, produzido pela Namco Bandai, posteriormente recebendo uma sequência para o mesmo. Também foram lançados jogos para o console Nintendo 3DS intitulados Toriko: Gourmet Monsters e Toriko: Gourmet Battle!, sendo o primeiro um RPG de mundo aberto, e o segundo um jogo de luta no estilo KoF.

## Capítulos especiais
Os Cross-overs entre Toriko e One Piece foram lançados no final de março de 2011 e no início de abril de 2012 no Japão. Tendo seu cenário e concepção dos autores originais: Mitsutoshi Shimabukuro e Eiichiro Oda.

## Recepção
Em 2011, quatro anos após o lançamento, Toriko vendeu mais de um milhão de cópias, assim ficando entre os 10 mangás mais vendidos da Shonen Jump. Em um capítulo, o autor disse que o anime é um verdadeiro sucesso. Toriko foi considerado uma estrela em ascensão da Weekly Shonen Jump junto a Beelzebub.